# María Luisa Puiggener
 (juin 2025).
Si vous disposez d'ouvrages ou d'articles de référence ou si vous connaissez des sites web de qualité traitant du thème abordé ici, merci de compléter l'article en donnant les références utiles à sa vérifiabilité et en les liant à la section « Notes et références ».
María Luisa Puiggener Sánchez est née le 4 juillet 1867 à Jerez de la Frontera et morte à Séville en 1921, est une peintre espagnole. Elle est une figure majeure du début du XXe siècle assignée au réalisme académique dans sa tendance costumbrista.

## Biographie

### Enfance et formation
María Luisa Puiggener Sánchez est née le 4 juillet 1867 à Jerez de la Frontera dans une famille catalane. Son père est José Puiggener Bajés, né à Capellades, journaliste et imprimeur catalan, et sa mère María Sánchez Pastrana, locale. Elle est baptisée trois jours plus tard dans la paroisse de San Miguel de ce lieu.
Ses quatre frères ainés et elle ont pu, de part la profession du père, recevoir une formation libérale suivant les critères de l'époque. En 1890, elle s'inscrit aux cours d'enseignement artistique pour femme dans l'école d'Arts et Métiers de Séville. Elle y excelle et poursuit sa formation dans l'atelier de José Jiménez Aranda.

### Beaux-Arts
Aux jeux floraux de 1902, elle reçoit le prix de la peinture par X.Y.Z., le seul prix institutionnel de peinture remis à Séville à une femme.

En 1903, elle participe à la première Exposition Féministe de Peinture à Madrid en exposant Une artiste, qualifiée de « pleine de brio, de belle couleur et sujet intéressant et sympathique ». La peintre y rencontre Marcelina Poncela, Encarnación Bustillo, María Elena Camarón, Trinidad Francés Mexía et Regina Alcaide de Zafra. La même année, elle participe à une exposition des Beaux-Arts de Séville, où elle est mal reçue à cause de sa féminité.

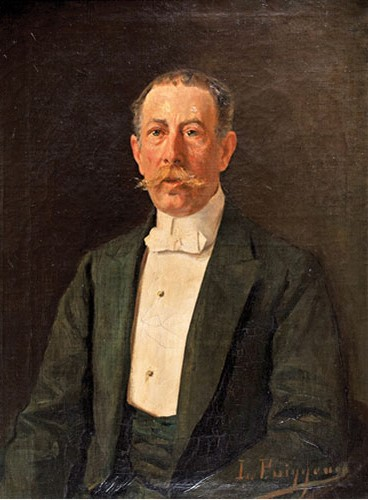
Portrait de cavalier avec moustache, huile sur toile,. Collection particulière.

En 1904, 1906 et 1910, elle expose des oeuvres lors de l'Exposition Nationale des Beaux-Arts de Madrid. Ceci lui vaudra deux prix avec Menciones Honoríficas (mention honorable).
En 1907, elle est sélectionnée et expose lors de l'Exposition Internationale de l'Art de Barcelone.
En 1908 et 1909, elle expose lors de l'Exposition de l'Art Pictoral espagnol contemporain de Buenos Aires.
En 1910, elle expose lors de l'Exposition du Centenaire de l'Indépendance de Mexico, ainsi que l'Exposition Internationale de l'Art du Centenaire de Buenos Aires.
De 1901 à 1921, elle expose chaque année à l'Exposition des Beaux Arts de Printemps de Séville. Elle y est remarquée par Francisco León Troyano : « Ses personnages rappellent ceux de Léonard de Vinci. »

## Style et peinture
Elle s'est spécialisée dans la peinture sociale et le portrait. Ses oeuvres sont réalistes.
On retrouve dans ses tableaux majoritairement des femmes. Elle y dépeint la misère sociale, la crise économique notamment à Séville au début du XXe siècle.
Selon un critique d'art de Grenade, un débat eut lieu lors des expositions, les spectateurs ne croyant pas qu'une femme ait pu peindre de cette manière. Sa manière de signer « L. Puiggener » renforce cette idée.

## Revendications
A travers son travail, elle lutte pour la représentation féminine dans l'art et la reconnaissance de son talent et son travail.

## Post-mortem
Le tableau Une artiste fût acheté en 2022 par l'Etat espagnol et exposé au Musée du Prado. Il est exposé dans un cadre qu'on suppose celui d'origine,.
Son tableau La última alhaja fût exposé en 2020 au Musée du Prado pour l'exposition Invitadas. Fragmentos sobre mujeres, ideología y artes plásticas en España (1833-1931) (Invitées. Fragments sur les femmes, l'idéologie et les arts plastiques en Espagne (1833-1931). Il appartient aujourd'hui à la Fondation Cajasol de Séville.
Madre  e hija fut exposé au Musée du Prado en 2024 lors de l'exposition Arte y Transformaciones Sociales en España (1885-1910) (Art et transformations sociales en Espagne (1885-1910)).
Elle reste peu connue. Ses oeuvres n'ont été exposées dans des musées nationaux qu'à partir de 2020.